# Giovanni Battista Lercari (1507-1592)
Giovanni Battista Lercari (né en 1507 à Gênes et mort en 1592 dans la même ville) est le 64e doge de la république de Gênes du 7 octobre 1563 au 7 octobre 1565.

## Source de la traduction
- (it) Cet article est partiellement ou en totalité issu de l’article de Wikipédia en italien intitulé « Giovanni Battista Lercari (1507-1592) » (voir la liste des auteurs).